# Fiesta de las Lágrimas de la Virgen de Loreto
Lágrimas de la Virgen de Loreto es una importante celebración religiosa del departamento del Beni en Bolivia.

## Historia
La Virgen de Loreto es considerada patrona del Beni y su advocación se celebra anualmente el mes de octubre, entre los días 4 y 7. La fiesta se lleva a cabo porque, según la tradición, en 1959 unos niños presenciaron cómo una imagen de esta virgen derramaba lágrimas en la primera misión jesuítica de Moxos, ubicada a unos 57 kilómetros al sur de Trinidad.Por tanto, es tradición ir en peregrinación religiosa hasta el Santuario de Loreto, en la provincia Marbán.
Además de la peregrinación y de sacar a la virgen en procesión, se llevan a cabo danzas típicas del Beni, como los macheteros y presentaciones culturales a cargo de unidades educativas.

## Reconocimiento legal
El 18 de diciembre de 2003, según la ley 2607, el Estado boliviano reconoció Patrimonio Cultural y Religioso de Bolivia a la festividad de la Virgen de Loreto. El 4 de octubre de 2011, la ley departamental 12/2011 estableió feriado departamental la misma fecha.